# Greenalite
La greenalite è un minerale.